# 伊蕾姆·亚曼
伊蕾姆·亚曼（土耳其語：İrem Yaman，1995年8月4日—）是一名土耳其女子跆拳道运动员，主攻轻量级。她在约八岁时开始练习跆拳道，2014年完成国际主要跆拳道赛事首秀。后来她在位于安卡拉的哈塞德贝大学修读体育专业，并加入该校跆拳道队。在获得学士学位后，她又在位于科尼亚的塞尔丘克大学攻读硕士学位。亚曼同时也是一名业余踢拳选手，曾在踢拳青少年世锦赛上获得过奖牌。